# Astroscopus sexspinosus
Astroscopus sexspinosus is een  straalvinnige vissensoort uit de familie van sterrenkijkers (Uranoscopidae). De wetenschappelijke naam van de soort is voor het eerst geldig gepubliceerd in 1876 door Franz Steindachner. Hij gaf aan de soort de naam Uranoscopus (Upselonphorus) sexspinosus.
De soort komt voor nabij Brazilië en het noorden van Argentinië. Het specimen van Steindachner was afkomstig van Rio de Janeiro. De soort wordt maximaal 31 centimeter lang en is giftig.